# 伊勢原市立石田小学校
伊勢原市立石田小学校（いせはらしりつ いしだしょうがっこう）は、神奈川県伊勢原市石田にある公立小学校。

## 概要
- 伊勢原市立成瀬小学校の生徒の数が増えたことから、1999年（平成11年）4月1日に同校より分離して開校した[1]。

## 沿革
- 1999年（平成11年）
  - 4月1日 - 開校[2]。
  - 同年度内 - 石田小学校開講宣言式挙行。記念植樹（正門しだれ桜）。 開校記念行事（全校綱引き）開催。校歌発表会開催[2]。
- 2000年（平成12年）度 - 平成11年度卒業制作の南門壁画完成。ボランティアクラブ・おやじの会・夏休み子どもクラブが、それぞれ発足[2]。
- 2001年（平成13年）度 - 図書館パソコン導入[2]。
- 2002年（平成14年）度 - 読み聞かせボランティア開始。木陰づくり（花みずき植樹）実施。夏休み花火大会開催[2]。
- 2003年（平成15年）度 - 校庭西側に桜10本植樹[2]。
- 2004年（平成16年）度 - 飼育小屋完成。中庭に梅植樹[2]。
- 2005年（平成17年）度 - 民生児童委員防犯パトロール開始。防犯ボランティア開始。キラキラデー開始[2]。
- 2006年（平成18年）度 - 青い目の人形（2体）が、アメリカ・アイダホ州ロングフェロー小学校より贈呈される[2]。
- 2007年（平成19年）度 - 腐葉土作成施設完成。ミニ水族館設置[2]。
- 2008年（平成20年）度 - 創立10周年記念式典挙行し、記念行事（航空写真、音楽鑑賞等）実施。みずべの広場、しあわせの池、かぜの丘が完成[2]。
- 2009年（平成21年）度 - 雨水タンクの設置[2]。
- 2011年（平成23年）
  - 3月11日 - 東日本大震災発生[2]。
  - 同年度内 - 校舎東木製門扉完成。命の水プロジェクトによる防災井戸掘りを行った[2]。
- 2012年（平成24年）度 - 伊勢原養護学校より、インターンシップ受入[2]。
- 2013年（平成25年）度 - 15周年記念全校児童航空写真撮影実施。Ishida祭高ふぇすた実施[2]。
- 2014年（平成26年）度 - 理科室に製氷機設置。
- 2015年（平成27年）度 - 放課後子ども教室開校。浸水想定区域防災行動訓練実施[2]。
- 2016年（平成28年）9月29日 - 災害用マンホールトイレ完成[2]。
- 2017年（平成29年）度 - ボランティア協力による校庭側溝掃除実施[2]。
- 2018年（平成30年）度 - 創立20周年記念事業（ロゴマーク作成、航空写真、記念給食、ミニ講話、新東名見学、モーモースクール等）実施。夜間照明をLED電灯に交換[2]。
- 2019年（令和元年）度 - 普通教室にエアコン設置[2]。
- 2020年（令和2年）3月 - この月から5月まで、新型コロナウイルス感染症予防による臨時休校の措置を採る[2]。
- 2021年（令和3年）9月1日 - この日から9月24日まで、新型コロナウイルス感染症予防のための給食後下校の短縮日課を実施[2]。

## 校歌
校歌は開校までに完成しなかった。生徒や保護者によって考えられた案をもとに2000年1月に完成した。歌詞はこの学校の公式ホームページより閲覧できる。

## 通学地域
- 下糟屋の一部（宇畠田）[5]
- 石田の一部（小田急電鉄線以南）[5]
- 見附島[5]
- 下落合[5]
- 歌川1丁目[5]
- 歌川2丁目[5]
- 歌川3丁目[5]

## 進学先
- 伊勢原市立成瀬中学校 - 下糟屋以外の地区から通う児童の進学先[5]
- 伊勢原市立中沢中学校 - 下糟屋地区から通う児童の進学先[5]

## アクセス
出典

### 公共交通機関
- 小田急電鉄小田原線愛甲石田駅から
  - 徒歩約1.2km・約18分。
  - 神奈川中央交通「伊80」・「平68」各系統で、「上落合」停留所下車後、徒歩約580m・約9分。

### 自動車
- 東名高速道路厚木ICから、約2.5km・約5分。
- 圏央道厚木南ICから、約2.7km・約5分。
- 国道246号線からは、神奈川県道や伊勢原市道経由。

## 周辺
- 神奈川県道63号相模原大磯線（旧国道271号線現道部）
- 小田原厚木道路（国道271号線）
- 城ノ腰公園
- 神奈川県立伊勢原支援学校
- 神奈川県立伊志田高等学校
- 新東名高速道路